# Потапенко Ярослав Олександрович
Ярослав Олександрович Потапенко (28 жовтня 1975, с. Пірнове, Київська область, Українська РСР — 14 січня 2016) — український історик, доктор історичних наук, професор кафедри Історії та культури України Університету Григорія Сковороди в Переяславі, учасник Революції гідності.

## Біографія
Закінчив Переяслав-Хмельницьку школу № 6, потім Переяслав-Хмельницький державний педагогічний інститут ім. Г. С. Сковороди за спеціальністю «Всесвітня історія і народознавство».
У 2000 р. захистив кандидатську дисертацію на тему: Зарубіжна історіографія українського націонал-комунізму: дис… канд. іст. наук: 07.00.06 / Потапенко Ярослав Олександрович ; Національний педагогічний ун-т ім. М. П. Драгоманова. — К., 2000. — 192 арк. — арк. 170—192.
У 2012 р. захистив докторську дисертацію на тему: Наукові студії про соціокультурні виміри соматичного буття людини (кінець XX — початок XXI ст.).
З листопада 2013 по лютий 2014 р. активнивний учасник Революції гідності. Під час одного із протистоянь був поранений, але не покинув своїх побратимів, продовжував боротись проти банди Януковича.
Очолював ГО «Майдан Переяславщини».
Займався кікбоксингом, у 2011 році зайняв 3-те місце на чемпіонаті України у ваговій категорії до 82 кг.

## Нагороди
Указом Президента України № 41/2017 від 17 лютого 2017 року «за громадянську мужність, самовіддане відстоювання конституційних засад демократії, прав і свобод людини, виявлені під час Революції Гідності, активну громадську та волонтерську діяльність» нагороджений орденом «За мужність» III ступеня (посмертно).

## Праці
- Зарубіжна історіографія українського націонал-комунізму
- Дослідження соматичного буття людини в соціогуманітарних студіях кінця ХІХ — початку ХХІ ст.: становлення і розвиток наукових напрямів та концепцій
- Лінгвістика та лінгводидактика: кредитно-модульні курси магістратури
- Стрибог у системі язичницьких богів праукраїнців (проблеми, гіпотези, відкриття)
- ІСТОРИЧНІ ДОСЛІДЖЕННЯ ТРАВМАТИЧНОГО ПСИХОСОМАТИЧНОГО ДОСВІДУ ЯК СОЦІОКУЛЬТУРНОГО НАСЛІДКУ ГОЛОДОМОРУ 1932—1933 р.р.
- Проблематизація тілесності людини в історіософських концепціях Мішеля Фуко